# Testacella haliotidea
Testacelle commune
Espèce
La Testacelle commune (Testacella haliotidea) est une espèce de mollusques gastéropodes de la famille des Testacellidae. Elle a un « corps allongé, légèrement aplati dans l'extension, un peu évasé en arrière, où se trouve la coquille ». À la différence des limaces, ce mollusque est carnivore et il dispose d'une coquille très rudimentaire. Sa radula et une bouche très extensible lui permettent de se nourrir de vers de terre. 
Cette espèce est discrète et rarement aperçue car elle vit essentiellement dans le sol, où elle peut s'enfoncer à 1 mètre, voire plus selon Jean-Baptiste Gassies.
« La détermination des testacelles reste très délicate et nécessite l'observation de l'anatomie interne ».

## Dénominations
- Nom scientifique valide : Testacella haliotidea Draparnaud, 1801[3],
- Nom normalisé : Testacelle commune, depuis 2010[4],
- Autres noms vulgaires (vulgarisation scientifique) : Testacelle blanche[5], Testacelle ormeau, Testacelle ormier[6].

## Histoire

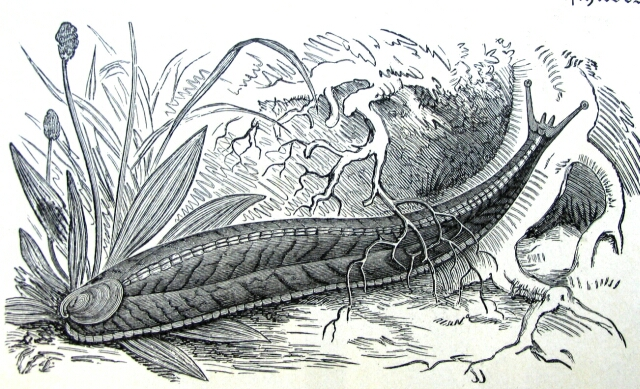
Illustration de Testacella haliotidea dans le Brehms Tierleben, fin du XIXe siècle.

Au moins dès le XVIIIe siècle, des naturalistes s'étonnent de trouver quelques « limaces » en train de manger un ver de terre, dont l'une sera dénommée Testacella haliotidea,.

## Description
Comme les autres espèces de testacelles, elle possède une relique de coquille rudimentaire, située à l’extrémité postérieure de sa sole pédieuse (son "pied"). Son corps est plus lisse que celui des limaces, arions et hélices dont on l'a autrefois rapprochée. 

## Distribution
On la trouve en Europe des rivages de la Méditerranée à l'Écosse et aux Pays-Bas, dont en France.
Cette espèce a été introduite sur d'autres continents : 
- elle était signalée en Australie dès le début des années 1950 (probablement dans la terre de plantes en pots transportées d'un continent à l'autre)[10] ;
- elle a été trouvée aux États-Unis, notamment en Pennsylvanie[11]

## Habitat
Elle vit sous terre et se nourrit principalement de vers de terre qu'elle ingurgite lentement grâce à sa radula.

## Origine
Il existe des preuves archéologiques et fossiles de son existence ancienne en Europe, au moins depuis le Pléistocène

## Écologie
Comme d'autres mollusques vivant au niveau du sol (Helix aspersa, Deroceras reticulatum), cette espèce peut véhiculer et être l'hôte intermédiaire de parasites d'animaux domestiques herbivores, en particulier de nématodes protostrongles.
Reproduction
Selon Jean-Baptiste Gassies, l'animal pond 6 ou 7 œufs, plus gros (et moins nombreux) que ceux des limaces. Ils sont ellipsoïdes et possèdent une enveloppe dure, assez fragile, ayant une couleur proche de celle du jaune d'œuf, remplis d'un liquide aqueux.